# La vida invisible de Addie LaRue
La vida invisible de Addie LaRue (en inglés: The Invisible Life of Addie LaRue) es una novela de 2020 de fantasía de la escritora estadounidense V. E. Schwab. Fue publicada originalmente el 6 de octubre de 2020 por Tor Books —sello editorial de Macmillan Publishers—. En español fue publicado por Umbriel —sello editorial de Ediciones Urano— en la misma fecha tanto en España como Latinoamérica.
La trama gira en torno a una chica francesa que en 1714 hace un pacto con el Diablo por inmortalidad a cambio de su alma pero, sin estar consciente de ello, también es maldita al no poder ser recordada por nadie que la conozca ni dejar huella alguna en el mundo. En la actualidad (2014), conoce a un hombre en una librería de ocasión que, por primera vez desde que fue maldita, logra recordarla; sus destinos quedan entrelazados. La novela es narrada entre el pasado y el presente. 
Fue nominada al Premio Locus en 2020 por Mejor Novela de Fantasía.

## Trama
La narración de la historia transcurre entre la actual ciudad de Nueva York y escenas en el pasado (flashbacks) que comienzan desde la infancia de Addie en Francia hasta sus experiencias viajando por el mundo y presenciando importantes eventos históricos. 
El libro está dividido en siete partes y cada una es más pequeña en extensión que la anterior. Cada parte inicia con la ficha de una obra de arte en la que, posteriormente se revela en la trama, Addie influyó para su concepción a través de las ideas.

### Los dioses que responden tras caer la noche

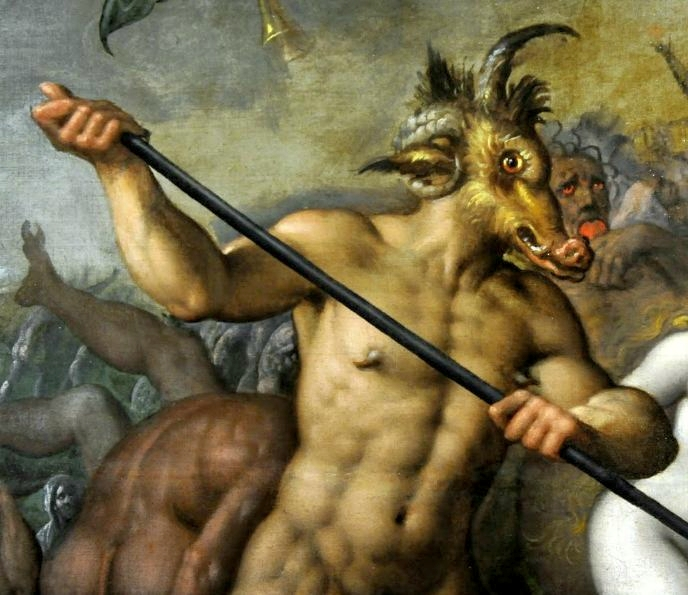
En el primer encuentro de Addie y Luc, él le explica que, según lo que ella crea, es el diablo, la oscuridad, un dios o un monstruo. (Detalle del Diablo en la pintura El juicio final de Jacob de Backer).

La narración más antigua del libro transcurre en la última década del siglo xvii y primera del xviii siguiendo a Adeline LaRue como una mujer joven ansiosa por conocer el mundo que la aguarda y pánico por tener una simple vida común en la que sea esposa y madres de muchos hijos para finalmente ser enterrada en la misma parcela de la iglesia de su pueblo, Villon-sur-Sarthe. Su rasgo más característico son sus siete pecas que tiene en la mejilla. Además de sus padres, las únicas dos personas con quien pasa gran parte de su tiempo son Elizabeth, una amiga de su edad que posteriormente se casará, y la anciana del pueblo, Estele, de creencias animistas (mismos que en el libro son referidos como los dioses antiguos) y a los cuales Este le enseñará a rezar dándole la única advertencia que no rece a los «dioses que responden tras caer la noche», además de que llama a Adeline por cariño con su hipocorístico Addie. Años después, en 1714, Addie es agobiada por un matrimonio forzado y, en el día de su boda, huye de la misma rezando a los dioses antiguos por su libertad; sin embargo, sin darse cuenta reza hasta que el sol se ha puesto, por lo que se le manifiesta el Diablo en forma de un chicho apuesto de ojos verdes y rizos negros que Addie había dibujado con carboncillos años anteriores, a quien más tarde nombraría Luc debido a la apariencia en la que se manifestó, que le pacta inmortalidad, al menos, hasta que ella se canse. Pero el precio de su pacto no fue en vano, ya al día siguiente descubre que nadie de su vida anterior la recuerda y que, cada vez que conoce a alguien, es borrada de su memoria tan solo cuando estos la pierden de su vista.
En la actualidad, Addie pasa su día a día en Nueva York pasando en casas ajenas —en especial cuando conoce a hombres en la noche— para su subsistencia, ya que al estar imposibilitada de ser recordaba y de poseer propiedades (ya que al final se le terminan perdiendo), por única excepción del anillo de madera tallado por su padre. El primer punto de inflexión ocurre cuando entra a una librería de ocasión en la que se roba una edición en griego antiguo de la Odisea, pero es alcanzada por el único trabajador de la tienda, Henry Strauss, aunque le deja que se lleve el tomo; al día siguiente vuelve a ir a la librería en la que, para su sorpresa y por primera vez en casi trescientos años, Henry le dice: «Te recuerdo». Addie, con gran incertidumbre pide volver a verse con él y acepta.

### La hora más oscura de la noche
En las siguientes décadas del siglo XVIII Luc la visita todos los años después de que hacen su trato, pidiendo su alma, pero ella se niega reiteradamente. Con el tiempo no solo descubre la imposibilidad de decir su nombre o cualquiera de sus variantes, sino también la de dejar cualquier tipo de marca física en el mundo (cada vez que realiza un acto irremediablemente es borrado o reiniciado), por lo que siente gran pesadez especialmente por no poder hacer cualquier tipo de obra artística.
En la narración presente Henry y Addie empiezan a salir enamorándose el otro poco a poco. Addie conoce más de la vida de Henry. 

### Trescientos años y dos palabras
Addie con el tiempo, influye sutilmente en muchas personas, dejando marcas en la historia e inspirando la creación de obras artísticas.
En la actualidad una noche Addie acepta ir a la fiesta de la mejor amiga de Henry, Bea, en donde también conoce a un buen amigo de Henry y exnovio suyo, Robbie. Al día siguiente Addie vuelve a encontrarse con Robbie en la librería junto a Henry pero Robbie naturalmente no se acuerdo con ella. Addie se ve obligada a confesarle su maldición y Henry le cree totalmente, pues le revela que él también hizo un pacto con el Diablo.

### El hombre que permaneció seco bajo la lluvia
Esta parte en su mayoría revela el pasado de la vida de Henry e indaga como llegó a hacer un pacto con el Diablo y el cambio radical de su vida después de éste.
Debido a las fuertes presiones familiares que sufrió, Henry se sintió empantanado en su vida y una fallida propuesta de matrimonio lo llevó a intentar suicidarse. A lo largo de su infancia, adolescencia y adultez, le han demostrado a sus conocidos que él no es suficiente, razón que lo llevó a desarrollar adicción al alcohol. Luc lo visitó y le concedió su deseo: cada vez que alguien lo vea puede ser más que suficiente al ver lo que la persona más desea. En los días y meses después del trato, Henry se da cuenta de que es el amigo, hombre deseado y autor de todas las fantasías de cualquiera de las personas con quien interactúa, pero también se da que no están encantados con quien realmente es y poseen en sus ojos una vista descrita como lechosa producto del hechizo de Luc. Henry se llega a frustrar debido a las consecuencias de su maldición, pero conoce a Addie que pueda recordarla ya que, al ser su mayor deseo de que alguien la recordara, le cumple su fantasía.

### La sombra que sonrió y la chica que le devolvió la sonrisa

Luc lleva a Addie fuera de Francia por lo ocurrido días después de la Toma de la Bastilla.

En 1764 Addie vuelve a visitar su pueblo natal en el que encuentra a la tumba de su padre (que murió en el mismo año en que ella hizo el trato con Luc) y a su madre en sus últimos años de vida (pues será la última vez que la vea); también se encuentra con la tumba de Estele, donde Addie se enoja porque Estele quería ser enterrada debajo de un gran árbol, por lo que planta uno al lado de su tumba para que un día crezca. En 1778 está viendo la costa de Fécamp (Francia) leyendo La tempestad de William Shakespeare, hasta que se le aparece Luc; posteriormente van una iglesia donde en una plática ella concluye que Luc es el Diablo mismo. Por los inicios de la Revolución francesa, Luc en una de sus visitas la lleva por primera vez fuera de Francia, a Florencia (Italia), donde Luc le revela que «las ideas son más arraigadas que los recuerdos». En 1827 en el National Gallery Luc visita a Addie donde ella se jacta que haya inspirado seis pinturas y estatuas del lugar quien, además, le dice que cree que siempre la visita porque en cierto modo se encuentra solo. Luc se enoja con ella y la lleva al Sacro Imperio Romano Germánico donde consume el alma de Ludwig van Beethoven para cobrar su trato y muestra su forma original: algo más antiguo que la oscuridad misma.
En la actualidad después de que todas las verdades salen a luz entre Henry y Addie, él le pide que se quede a vivir a su casa, ya que según ella, por una única excepción, nunca ha tenido una casa que le pertenezca. También la revela que con el paso de los años ha aprendido siete idiomas a la perfección (francés, inglés, español, alemán, griego, latín e italiano) y las variantes del alemán en Alemania y Suiza, además de un poco de portugués. Henry y Addie tienen una pelea debido al estilo de vida de Addie donde se ve obligada a robar para subsistir pero se reconcilian pronto. Después de eso Henry empieza a escribir todas las memorias de Addie narradas por ella: desde sus primeros recuerdos hacia el transcurso de su vida.

### No finjas que es amor

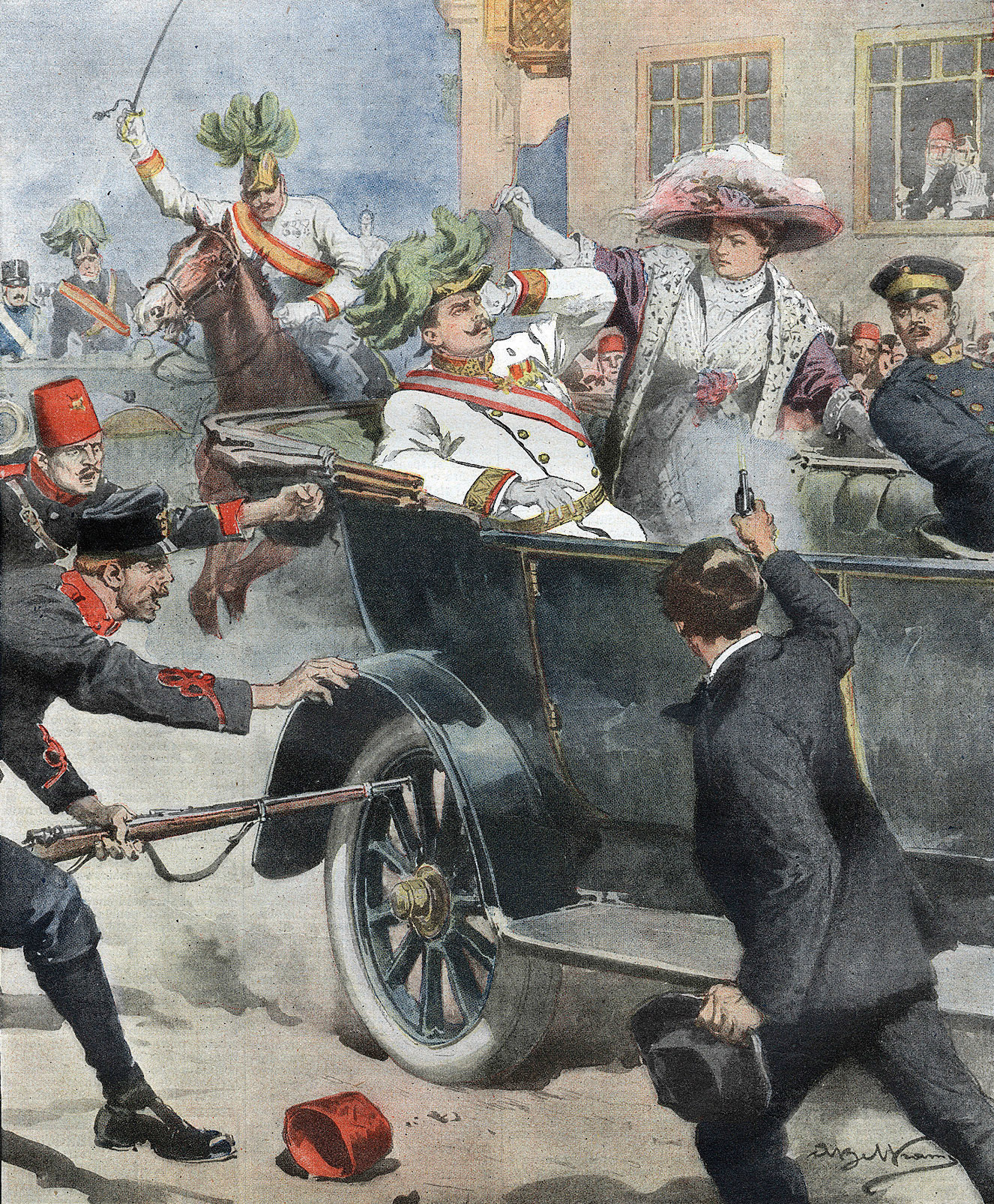
Cuando Addie le pregunta a Luc por qué insiste en salvarla y cuando también la ha lastimado él dice que es porque él quiere ser quien la doblegue. (Atentado de Sarajevo).

En 1914 Addie visita su pueblo natal por última vez, ya que sufre al ver que han talado el árbol de la tumba de Este. Ese mismo año en París Luc se le aparece y le explica lo ocurrido en el Atentado de Sarajevo y cómo una próxima guerra azotará Europa (la Primera Guerra Mundial), le hace una invitación para llevarla a América pero ella se niega. Además le admite que cuando Addie le dijo que él también estaba solo se había enojado porque ella tenía razón y le da un anillo tallado por el padre de Addie con el que ella pueda llamarlo. Luego Addie se embarca por su cuenta a Nueva York. En la Segunda Guerra Mundial Addie regresa a la Francia de Vichy como espía-fantasma (como ella se autodescribe) pero tiene que llamar a Luc cuando es capturada por nazis y él la salva pues ha ganado esa partida. Una vez de regreso a Estados Unidos Addie y Luc desarrollan una relación romántica con el tiempo, al punto que él le regala una casa donde pueda vivir. En el paso de los treinta años que dura su relación Addie realmente se enamora, pero rompe con Luc después de darse cuenta de que en realidad fue una sutil, meticulosa y muy tardada manipulación para que se rindiera y le otorgara su alma. 
En la actualidad al llegar el aniversario del día cuando Addie le vendió su alma a Luc está preocupada porque presiente que después de cuarenta años Luc se le volverá a aparecer. Pasan el día con normalidad en la playa y con cuidado para que separarse antes de que anochezca, sin embargo, Addie y Henry se quedan dormidos. Addie se despierta ya en la noche y con pavor, hasta que se da cuenta de que no está Luc, así que decide ir a un bar con Henry para celebrar. Ya en el bar Luc se les aparece, donde congela a todos en el lugar y él le revela que todo fue un plan orquestado por él mismo para que Henry y Addie se conocieran y Addie, una vez con el amor humano que ella ya no puede adquirir (pues ella ya dejó ser humana según Luc y Addie), regresara con Luc. Addie se niega y Luc acepta que regrese con su «amante humano» pero le advierte que los humanos «viven muy poco». Una vez que Luc se va Addie se da cuenta de la referencia que dijo Luc y Henry le confiesa que cuando le vendió el alma a Luc solo iba a vivir un año más, y que éste se cumpliría en treinta y seis días. Al día siguiente Addie invoca a Luc para negociar por el alma de Henry, pero él dice que lo considerará solo si va con ella a cenar la noche siguiente. La noche siguiente van a cenar y ahí Luc le revela que en realidad sí estuvo enamorado de Addie, pero no logra un pacto con él, sin embargo él la regresa a una quince días después en el tiempo, ya faltando solo quince días con Henry. Henry vive junto a Addie los últimos días de su vida, en donde se despide de su familia y de Bea y Robbie. En el día en que Henry morirá Addie le dice que aún no le ha contado todo, y menciona que hace dos días se junto con él en donde ella pacto con el pago no de su alma, sino su compañía mientras Luc la quiera a su lado a cambio de la vida de Henry y que él la recuerde. Addie se despide de Henry y desparece permanentemente de su vida, pidiéndole que se acuerde ella.

### Me acuerdo de ti
Henry publica las historias que Addie le contó sobre su pasado en un libro llamado La vida invisible de Addie LaRue cuya dedicatoria es la frase «Me acuerdo de ti».
Dos años después (2016) en Londres Luc y Addie están en una librería, donde La vida invisible de Addie LaRue se ha convertido en un éxito rotundo, a lo cual Luc dice que le da igual siempre y cuando ella esté con él. Addie sonríe y se jacta solo para adentros que, aunque Luc no lo haya notado, por el último pacto con él su alma ya no está en juego, sino únicamente su compañía, ya que no dijo «para siempre» sino únicamente «mientras que quieras a tu lado».

## Recepción
En julio de 2021, el libro ha estado en la lista de los más vendidos del New York Times durante treinta y siete semanas consecutivas.
Caitlyn Paxson del National Public Radio elogió la novela, en particular la atención al arte: «Sus siete pecas características ... ha intentado imprimirse en la mente de un artista ... impresiones fugaces de un inmortal olvidado. Juntos, nos dan una sensación de gran amplitud". de urgencia, ya que entendemos el anhelo de Addie de ser recordada de una manera tan concreta y visceral».
Kirkus Reviews calificó la novela como una «historia fascinante» que haría que los lectores «se quedaran despiertos toda la noche leyendo, rica, satisfactoria, extraña e impecablemente elaborada».
Ellen Morton de The Washington Post la llamó un «tour de force», elogiando el impulso, la historia contemplativa y las exploraciones de la identidad.
Megan Kallstrom, de Slate, notó la cuidadosa atención a los detalles de la historia, y terminó su reseña diciendo: «Al igual que las siete pecas que salpican el rostro de Addie, creamos nuestras propias constelaciones y, a medida que vivimos estos días oscuros, me siento más feliz por haber agregado Addie a la mía».

## Premios y reconocimientos
- Fue nominada al Premios Locus a la mejor novela de fantasía en 2020.[6]
- Fue finalista en los premios Book of the Month a la categoría de Libro del Año en 2020.[7]
- Fue nominado al premio Goodreads Choice Awards 2020 en la categoría de mejor fantasía, quedando en segundo lugar con una diferencia de dos mil votos del ganador (Ciudad Medialuna de Sarah J. Maas).[8]

## Adaptación
La cadena multinacional canadiense de entretenimiento eOne desarrollará una adaptación cinematográfica cuyo guion será escrito por la misma autora y producida por Alan Siegel y Gerard Butler.